# Раднаева, Галина Жигмытовна
Галина (Санжи-Сурун) Жигмытовна Раднаева ― российская бурятская поэтесса, Заслуженный работник культуры Бурятии, Народный поэт Республики Бурятия, Заслуженный работник культуры Российской Федерации, Лауреат премии газеты «Литературная Россия», Лауреат Государственной премии Бурятии.

## Биография
Родилась 15 января 1949 года в селе Малый Нарын Джидинского района Бурят-Монгольская АССР.
Стихи начала писать ещё в школе: в 5 классе написала сочинение в стихотворной форме, которое получило высокую оценку учителей. Вскоре стихи Галины стали публиковать в районной газете и журнале «Байгал». В 1967 году приняла участие в VII конференции молодых писателей и начинающих авторов Бурятии, где её творчество получило широкое признание.
После окончания Бургултайской средней школы работала в редакции газеты «Джидинская правда», затем, с 1970 года, училась в Москве в Литературном институте имени Максима Горького. Окончив институт в 1975 году работала корректором, переводчиком в районных газетах Бурятии, корреспондентом газеты «Буряад унэн», редактором литературно-художественного вещания Бурятского телевидения и радио, вела вместе с этнографом Марией Данчиновой передачу «Сэнхир хадаг».
В 1972 году Раднаева выпустила первую поэтическую книгу «Уянга» (Напевы) во время учёбы на втором курсе Литературного института. На выпускном курсе института издаёт следующий сборник — «Наран тээшэ» (К солнцу) (1975 год).
С 1977 года становится членом Союза писателей СССР (вторая из женщин поэтов Бурятии за долгие годы после Цырен-Дулмы Дондоковой).
В 1980 году становится лауреатом премии Ленинского комсомола Бурятской АССР за поэтический сборник «Набшаһадай һаршаганаан» (Шелест листьев), изданного в 1979 году. В последующие годы выходят в свет её сборники стихов и поэм «Ээрсэг» (Веретено) (1983), «Хун шубуун» (Полет лебедей) (1987), «Хэтэ, сахюур…» (Огниво, кремень) (1992), «Үлхөө шүрэнүүд» (Коралловое ожерелье) (1993), «Талын булаг» (Родник в степи) (1994), «Гуламтын гал» (Огонь в очаге) (1997) и другие.
В Улан-Удэ и Москве в русском переводе вышли её сборники — «Белый месяц» (Москва, 1983, 1989), «Огонь в очаге» (1986), «Пробуждение» (Москва, 1990). В 1996 году печатается сборник в 4-х частях «Түрэлгын зоболон» («Муки перерождения»).
Помимо поэтического творчества Галина Раднаева занимается сбором, обработкой и изданием материалов по фольклору джидинских бурят.
В её поэзии чувствуется ощущение истории, масштабность владения художником окружающего мира, привязанность к родной земле.

## Награды и звания
- «Заслуженный работник культуры Российской Федерации»
- «Народный поэт Республики Бурятия»
- «Заслуженный работник культуры Республики Бурятия»
- Почётным гражданин Джидинского района (2008)[3]
- Лауреат премии газеты «Литературная Россия»
- Лауреат Государственной премии Бурятии